# Art Langeler
Art Langeler (Lochem, 16 augustus 1970) is een Nederlands voetbaltrainer- en bestuurder. Sinds 1 juli 2022 is hij manager Voetbal en Ontwikkeling bij FC Groningen. 

## Biografie

### Jeugd en opleiding
Langeler begon zelf met voetballen bij SP Lochem. In de A-jeugd maakte hij de overstap naar BV De Graafschap. Na hier een jaar in het beloftenteam te hebben gespeeld, tekende hij in 1990 een driejarig contract als profvoetballer. Hij maakte van 1990 tot 1992 deel uit van de A-selectie van De Graafschap, en kwam tot 20 officiële wedstrijden voor het eerste elftal. In 1992 leverde hij zijn contract in om de CALO te kunnen gaan doen op Hogeschool Windesheim in Zwolle.

### Trainer in het amateurvoetbal
Na zijn opleiding als sportdocent combineerde hij een functie van gymleraar met die van voetbaltrainer. Hij maakte snel naam als trainer in het amateurvoetbal bij de Overijsselse clubs SV Colmschate '33, dat uitkwam in de tweede klasse, en Rohda Raalte, dat uitkwam in de Zondag Hoofdklasse C. Na het seizoen 2007-2008 degradeerde Rohda naar de eerste klasse. Aan het begin van het daarop volgende seizoen kwam Langeler in botsing met Harry Pauw, de voorzitter van Rohda, die aangaf dat hij eigenlijk had moeten ingrijpen in het degradatieseizoen. Hierop diende Langeler zijn ontslag in, maar nadat het bestuur zijn vertrouwen had uitgesproken in de trainer besloot hij toch het seizoen bij Rohda af te maken.

### PEC Zwolle
In 2008 stapte Langeler over van Rohda Raalte naar FC Zwolle, waar hij samen met Hans van Dijkhuizen verantwoordelijk werd voor de jeugdopleiding en daarnaast trainer werd van de A1. Het jaar erop trainde hij de C1, een baan die hij combineerde met die van docent bij de Landstede sport en bewegen opleiding MBO in Zwolle. Eind 2009 maakte FC Zwolle bekend dat Langeler met ingang van 1 januari 2010 de in oktober ontslagen Jan Everse tot het eind van het seizoen zou opvolgen als hoofdcoach. Dit leidde tot kritiek van tegenkandidaat Theo Vonk, die de club ervan beschuldigde Langeler als stroman in te zetten, om zo Claus Boekweg en Jaap Stam, die de trainingen tijdelijk waarnamen maar niet over de juiste diploma's beschikten, hun werkzaamheden te kunnen laten voortzetten. Langeler  ontving het hoogste trainersdiploma  evenwel pas op 17 februari 2010. Naast Boekweg en Stam kreeg Langeler Sierd van der Berg naast zich als keeperstrainer.
Zwolle presteerde dit seizoen boven verwachting en eindigde op de 4e plaats van de Eerste Divisie. In april 2010 werd Langelers contract met een jaar verlengd tot de zomer van 2011. In het daarop volgende seizoen speelde FC Zwolle mee om het kampioenschap van de Eerste Divisie. In januari verlengde Langeler zijn contract tot de zomer van 2013 en enkele weken later verlengden ook Stam en Boekweg hun contracten. Zwolle eindigde dat seizoen als tweede in de Eerste Divisie en mocht meespelen in de nacompetitie. Hierin verloor de ploeg de strijd voor promotie van VVV-Venlo. Het seizoen erop speelt FC Zwolle wederom mee in de top van de Eerste Divisie. In maart 2012 kwam er een einde aan het driemanschap Langeler-Stam-Boekweg, toen Langeler besloot de functies rond het eerste elftal anders vorm te geven en Gert Peter de Gunst, tot dan toe trainer van de A1, toe te voegen aan de staf. In deze constructie zou Boekweg meer op afstand komen te staan van het eerste elftal. Hij kon zich hier niet in vinden en besloot, tegen de wens van Langeler in, op te stappen. Hoewel Stam en Van der Berg zich ook niet konden vinden in de hernieuwde taakverdeling bleven zij wel aan. Dat seizoen werd FC Zwolle kampioen van de Eerste Divisie en promoveerde het naar de Eredivisie, waar het zou gaan spelen onder de oude naam PEC Zwolle.
In zijn eerste seizoen als hoofdtrainer in de Eredivisie speelde PEC Zwolle naar behoren. De ploeg ging de winterstop in op de 14e positie, met hetzelfde puntenaantal als VVV-Venlo en Roda JC. Op 3 januari 2013 maakten Langeler en Stam bekend dat zij hun aflopende contracten bij PEC Zwolle niet verlengden. Hoewel zij de beslissing apart van elkaar hadden genomen, kozen zij ervoor dit gezamenlijk naar buiten te brengen. Enkele dagen na deze bekendmaking wist PEC Zwolle PSV te vernederen, door ze in eigen huis met 1-3 te verslaan. Nadat Langeler bekendmaakte, dat hij zou vertrekken werd zijn naam al snel gekoppeld aan diverse clubs waaronder FC Groningen en SC Cambuur. Op 17 maart maakte Langeler bekend dat hij gevraagd was om hoofd jeugdopleidingen te worden bij PSV. Hij gaf aan dat hij wel geïnteresseerd was in de baan, vanwege zijn interesse in de beleidsmatige kant van het voetbal. PSV was al langere tijd op zoek naar een opvolger voor Jelle Goes, die in september 2012 ontslag nam, en zag eerder Wiljan Vloet en Adrie Koster afhaken voor de functie. Op 28 maart maakten werd bekend dat Langeler een contract voor vier jaar overeengekomen was met PSV voor de positie van Hoofd Jeugdopleiding. Het duurde echter nog een halve maand voordat de contracten officieel werden ondertekend.

### PSV
Op 16 april 2013 maakte PSV bekend dat Langeler een contract voor vier jaar getekend had als hoofd jeugdopleiding bij de Eindhovense ploeg. Hij startte er op 1 juli 2013. Hij ging daarbij wekelijks een column op de website van PSV schrijven over onder meer actuele thema's in de jeugdopleiding, met het oog op de wedstrijden van het weekeinde. Vanaf het seizoen 2016-2017 ging Langeler dichter werken op het eerste elftal om de doorstroom van talenten uit de jeugdopleiding te bevorderen. Zo sloot hij zich een dag in de week aan bij de staf van het eerste elftal onder leiding van Phillip Cocu. PSV maakte in november 2016 bekend dat Langeler zijn aflopende contract niet zou verlengen, omdat hij weer fulltime als coach wilde werken. Hij werd opgevolgd door Pascal Jansen.

### KNVB
In augustus ging Langeler zijn taken bij PSV combineren met een functie als assistent-coach van Nederland -20, naast hoofdcoach Dwight Lodeweges. Vier weken later kreeg hij echter alweer een nieuwe taak binnen de KNVB. Hij volgde Fred Grim op, die assistent-bondscoach van Danny Blind werd, als coach van Jong Oranje. Langeler was uiteindelijk drie duels voor het team verantwoordelijk als interim-coach.
Nadat hij bekend had gemaakt dat hij PSV zou verlaten, kwam hij in februari 2017 tot een akkoord met technisch manager Jelle Goes van de KNVB om de vaste coach van Jong Oranje te worden. PSV gaf Langeler de kans de functie tot juli 2017 te combineren met zijn rol als Hoofd Jeugdopleidingen.
In mei 2018 werd hij door de KNVB aangesteld als eerste Directeur Voetbalontwikkeling. In deze functie werd hij verantwoordelijk voor de ontwikkeling van de breedtesport, de voetbalopleidingen binnen de KNVB en het jeugdtopvoetbal.

### PEC Zwolle
Met ingang van het seizoen 2021/22 werd hij hoofdtrainer van PEC Zwolle. Deze functie legde hij neer op 16 november 2021, nadat hij constateerde geen verbeteringen te kunnen realiseren in de prestaties op de korte termijn. Tegelijkertijd vertrok ook Dwight Lodeweges bij PEC Zwolle als assistent-trainer, uit solidariteit met Langeler.

### Curaçao en FC Groningen
Met ingang van 1 mei 2022 werd Langeler bondscoach van Curaçao. Deze functie combineerde hij vanaf 1 juli 2022 met die van hoofd voetbalontwikkeling bovenbouw bij de jeugdopleiding van FC Groningen. Bij FC Groningen tekende hij een contract tot medio 2025. Na drie maanden stopte hij als bondscoach van Curaçao.

## Erelijst als trainer

### MetFC Zwolle
| Nationaal      |    |      |
| Eerste divisie | 1x | 2012 |